# Hans-Peter Kaul
Hans-Peter Kaul (Glashütte (Saksen) 25 juli 1943 – 21 juli 2014) was een Duits diplomaat en rechter. Hij werkte op verschillende ambassades en gaf leiding aan de afdeling voor internationaal recht op het ministerie. Vanaf 2003 was hij rechter en van 2009 tot 2012 was hij een van de twee vicepresidenten van het Internationale Strafhof.

## Levensloop
Na afloop van zijn militaire dienst studeerde Kaul van 1963 tot 1967 rechten aan de Ruprecht-Karls-universiteit in Heidelberg. Hier legde hij in 1971 zijn eerste en in 1975 zijn tweede juridische staatsexamen af.
Vervolgens trad hij in diplomatieke dienst en was hij tot 2003 onder meer consul in Noorwegen, persvoorlichter van de ambassade in Tel Aviv en leidde hij de afdeling internationaal recht van het Ministerie van Buitenlandse Zaken in Berlijn.
Kaul wordt gezien als een van de hoofdinitiators voor een Internationaal Strafhof dat uiteindelijk gevestigd werd in Den Haag. Zes jaar lang voerde hij van Duitse zijde de onderhandelingen voor de oprichting ervan. Sinds het begin van het hof in 2003 tot 1 juli 2014 was hij rechter van het Hof en in de periode van 2009 tot 2012 daarnaast ook een van de twee vicepresidenten van het Hof. Kaul werd onderscheiden met een eredoctoraat van de juridische faculteit van de Universiteit van Keulen.
Kaul werd eind juni 2014 ernstig ziek en legde al zijn werkzaamheden per 1 juli 2014 neer. Drie weken later stierf hij op 70-jarige leeftijd.